# Virginie de Ternant
Virginie de Ternant, född 16 augusti 1818, död 7 november 1887, var en amerikansk plantageägare. Hon var ägare av den berömda Parlange Plantation i Louisiana från 1842, som hon räddade från förstörelse under amerikanska inbördeskriget, en handling som blev omtalad. Hon har blivit föremål för romanserien Louisiane av Maurice Denuzière, där hon kallas Virginie Tregan.